# Новодобринка (Акмолинская область)
Новодобринка (каз. Новодобринка) — упраздненное село в Сандыктауском районе Акмолинской области Казахстана. Входило в состав Белгородского сельского округа. Код КАТО — 116437105.

## География
Село располагалось в восточной части района, вдоль реки Сыркырама, в 29 км на восток от центра района села Балкашино, в 3 км на юг от центра сельского округа села Белгородское.

## История
В 2009 г. переведено в категорию иных поселений, включено в состав села Белгородское.

## Население
В 1989 году население села составляло 186 человек (из них русских 100%).
В 1999 году население села составляло 158 человек (82 мужчины и 76 женщин). По данным переписи 2009 года, в селе проживало 15 человек (7 мужчин и 8 женщин).
| Численность населения | Численность населения | Численность населения |
| 1989                  | 1999                  | 2009                  |
| --------------------- | --------------------- | --------------------- |
| 186                   | ↘158                  | ↘15                   |